# Heidi Julavits
Heidi Julavits (* 20. dubna 1968 Portland) je americká spisovatelka. Studovala na Dartmouth College v Hanoveru ve státě New Hampshire a později na Kolumbijské univerzitě, kde získala titul MFA. Svůj první román The Mineral Palace publikovala v roce 2000. Za svou knihu The Vanishers obdržela cenu PEN New England Award. V roce 2003 založila magazín The Believer. Jejím manželem je spisovatel Ben Marcus.

## Dílo
- The Mineral Palace (2000)
- The Effect of Living Backwards (2003)
- The Uses of Enchantment (2006)
- The Vanishers (2012)
- Women in Clothes (2014)
- The Folded Clock: A Diary (2015)